# Radbodsee
Der rechtsseitig der Lippe, direkt neben dem Lippedeich gelegene Radbodsee entstand aus untertägigem Kohlenbergbau der namensgebenden Zeche Radbod. Er steht im Eigentum der Stadt Hamm und liegt auch auf ihrem Gebiet, genauer gesagt auf der Grenze zwischen den Stadtbezirken Hamm-Mitte und Hamm-Bockum-Hövel.

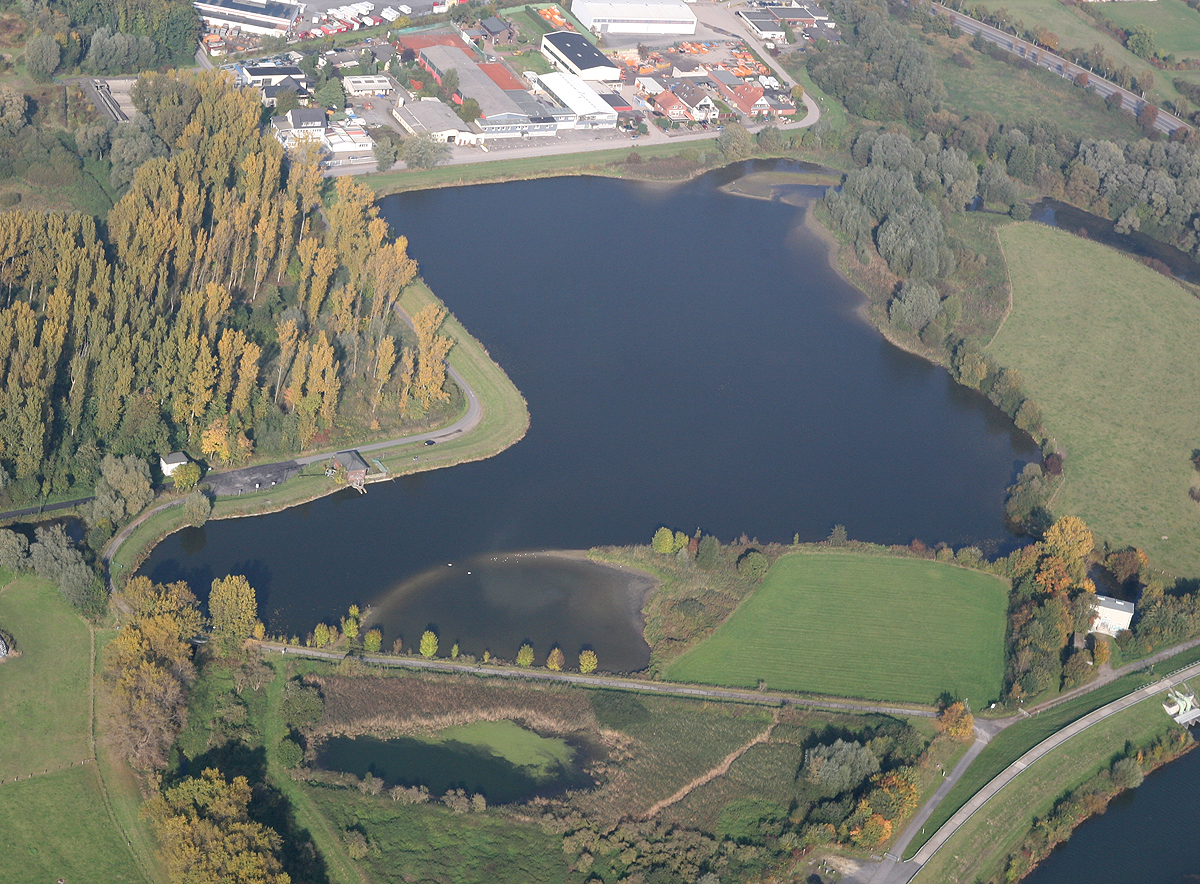
Luftbild des Radbodsees

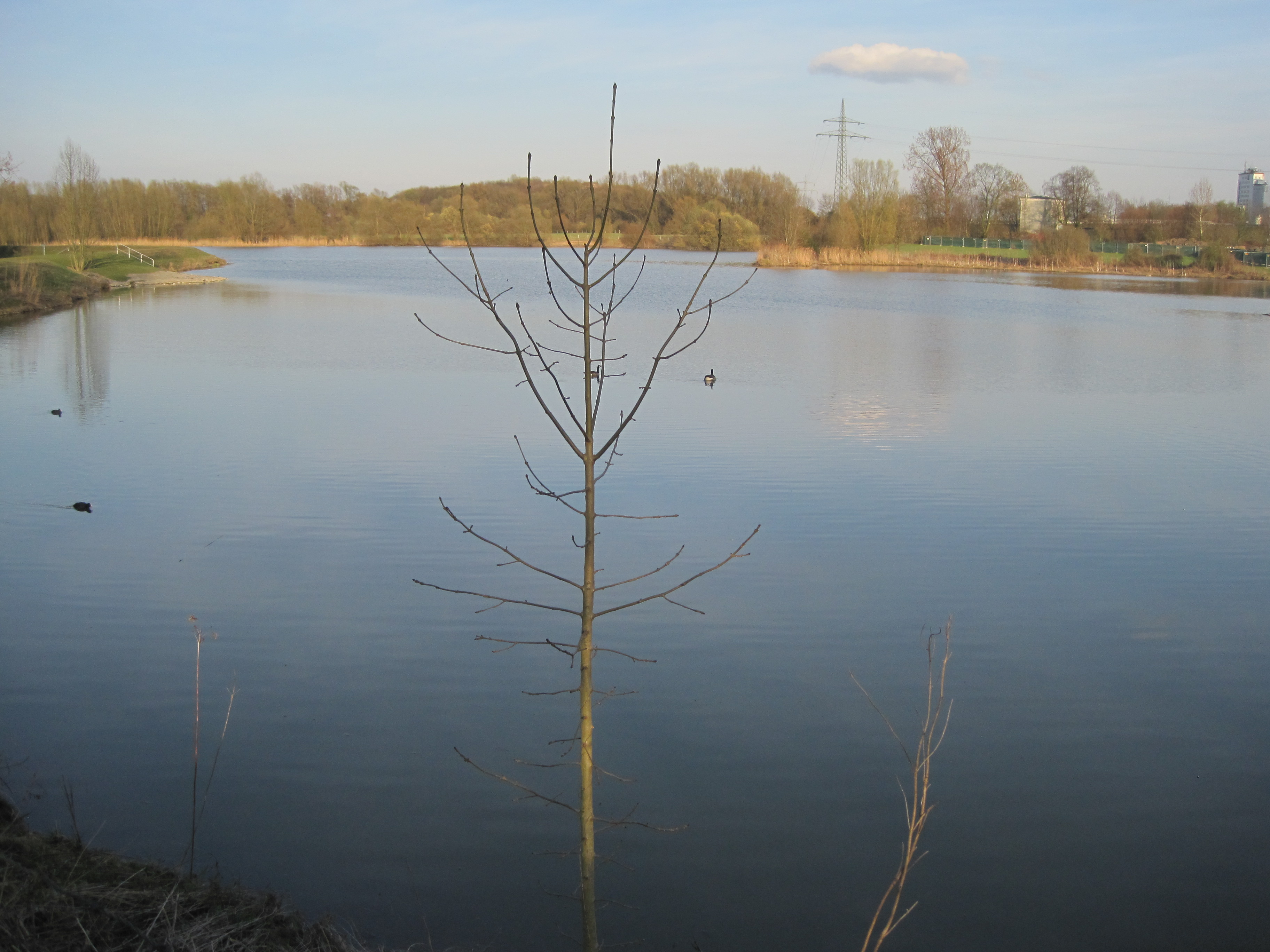
Radbodsee

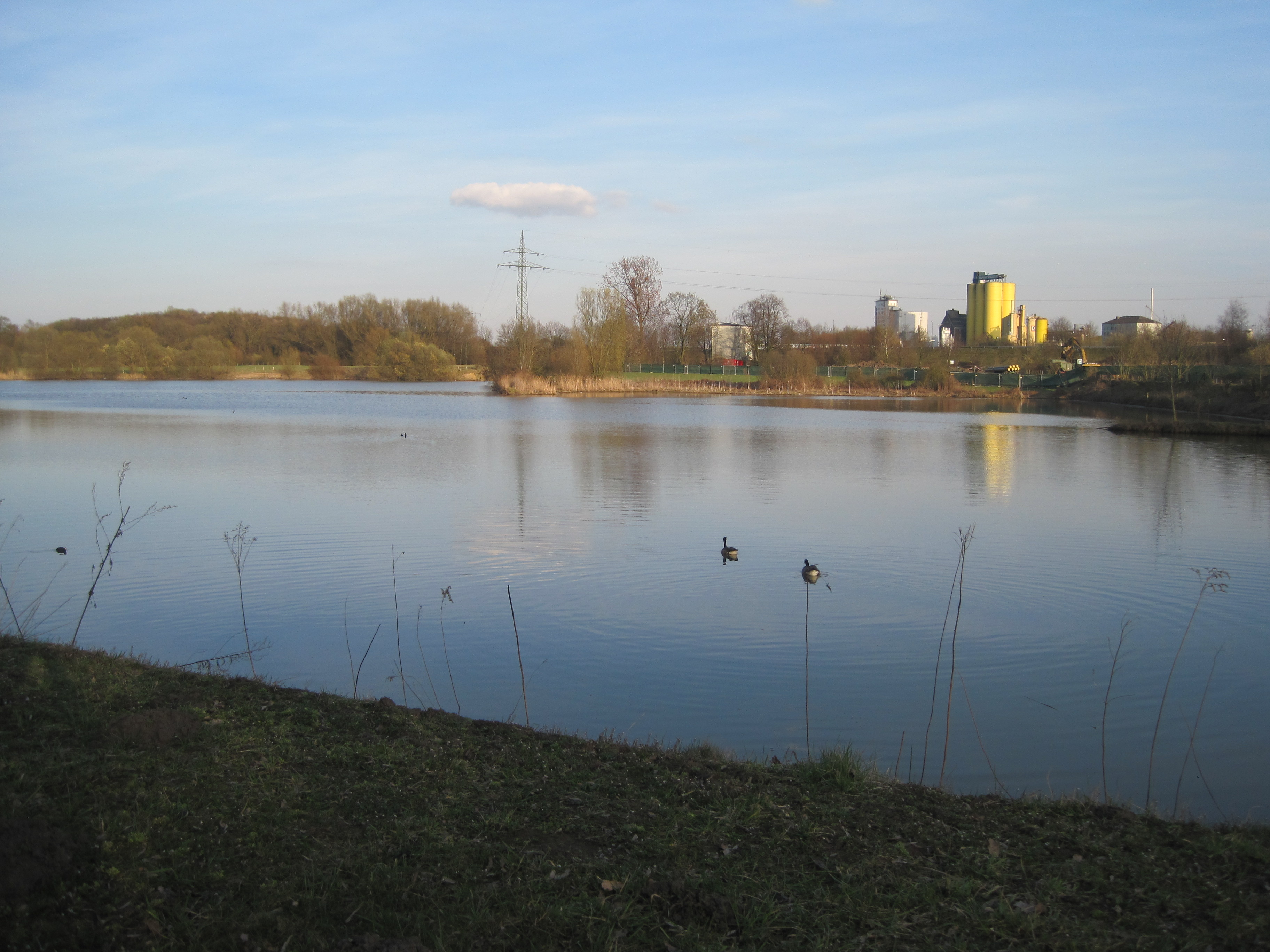
Radbodsee

## Lage und Größe
Das Gewässer wird im Osten von der Römerstraße, im Westen von Lippehof und Nienbrügger Weg, im Norden von der Hüserstraße und im Süden durch die Lippe bzw. den Lippedeich eingegrenzt. Seine Fläche beträgt 5,4 Hektar.

## Beschreibung
Im Rahmen des Neubaus des Datteln-Hamm-Kanals bis 1914 wurde die Lippe von Heessen bis Bockum-Hövel kanalisiert. Dabei hat sich streckenweise ihr Verlauf verändert: Sie wurde parallel zum Kanal begradigt. In der Nähe der damaligen Zeche Radbod hat sich dadurch ein Arm der Lippe abgetrennt, die sogenannte „Alte Lippe“. Der Radbodsee entstand im Bereich dieses Lippealtarms, wobei sein Becken durch Bergsenkungen entstanden ist.
Das Grubenwasser, das beim Untertagebau der angrenzenden Zeche Radbod abgepumpt werden musste, wurde hier gesammelt, wodurch die Zeche ein Kühlwasserreservoir erhielt. Dadurch vergrößerte sich der von Wasser bedeckte Bereich beträchtlich, bis ein zur Zeit seiner größten Ausdehnung 50 ha durchmessender See entstanden war. Dieser wird heutzutage von mehreren Bachläufen gespeist. Dazu zählt vor allem die Geinegge, ein ehemaliger Nebenfluss der Lippe, der im Zuge der Eindeichung der Lippe in den Radbodsee umgeleitet worden ist und somit keine direkte Anbindung mehr an diese hat. Außerdem wird das geklärte Wasser aus der Hammer Kläranlage in den Radbodsee geleitet.
Bedingt durch Bergsenkungen liegt der Radbodsee heute wesentlich tiefer als die Lippe; der untertägige Kohleabbau durch die Zeche Radbod hat eine Absenkung der Alten Lippe und des angrenzenden Seeareals um etliche Meter verursacht. So befindet sich der tiefste Punkt von Hamm an der Straße Am Lausbach, ganz in der Nähe des Radbodsees. Die Eindeichung der Lippe hat den zu überwindenden Höhenunterschied noch vergrößert. Um den Erfolg der Eindeichung zu sichern und nicht ins Gegenteil zu verkehren, muss das Wasser der in den Radbodsee mündenden Bäche nebst dem Klärwasser in die Lippe gefördert werden. Ein Pumpwerk 121,773 Kilometer vor der Lippemündung pumpt es hoch in die Lippe.

## Geplante Abkopplung der Geinegge vom Radbodsee als Renaturierungsmaßnahme

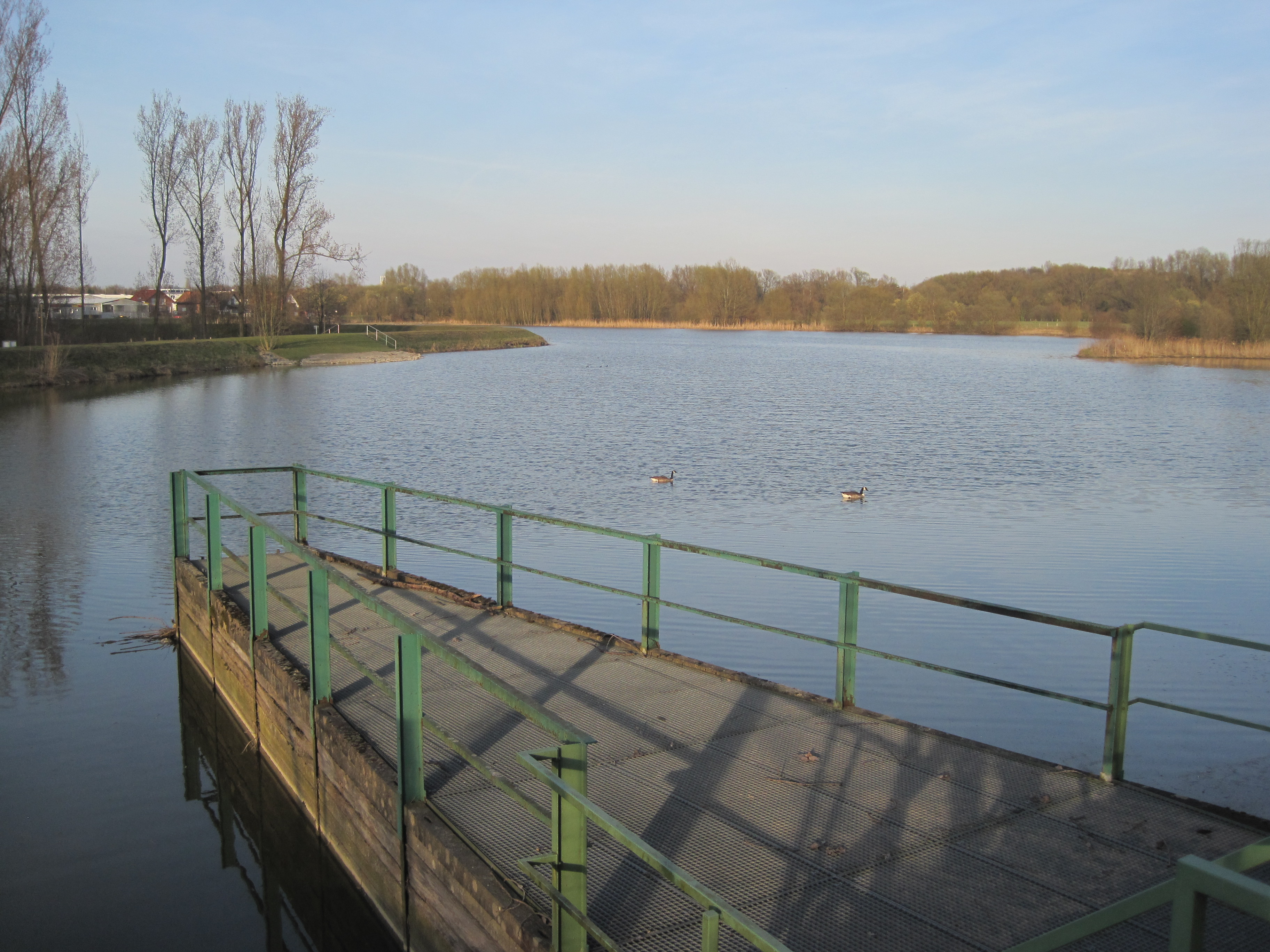
Radbodsee

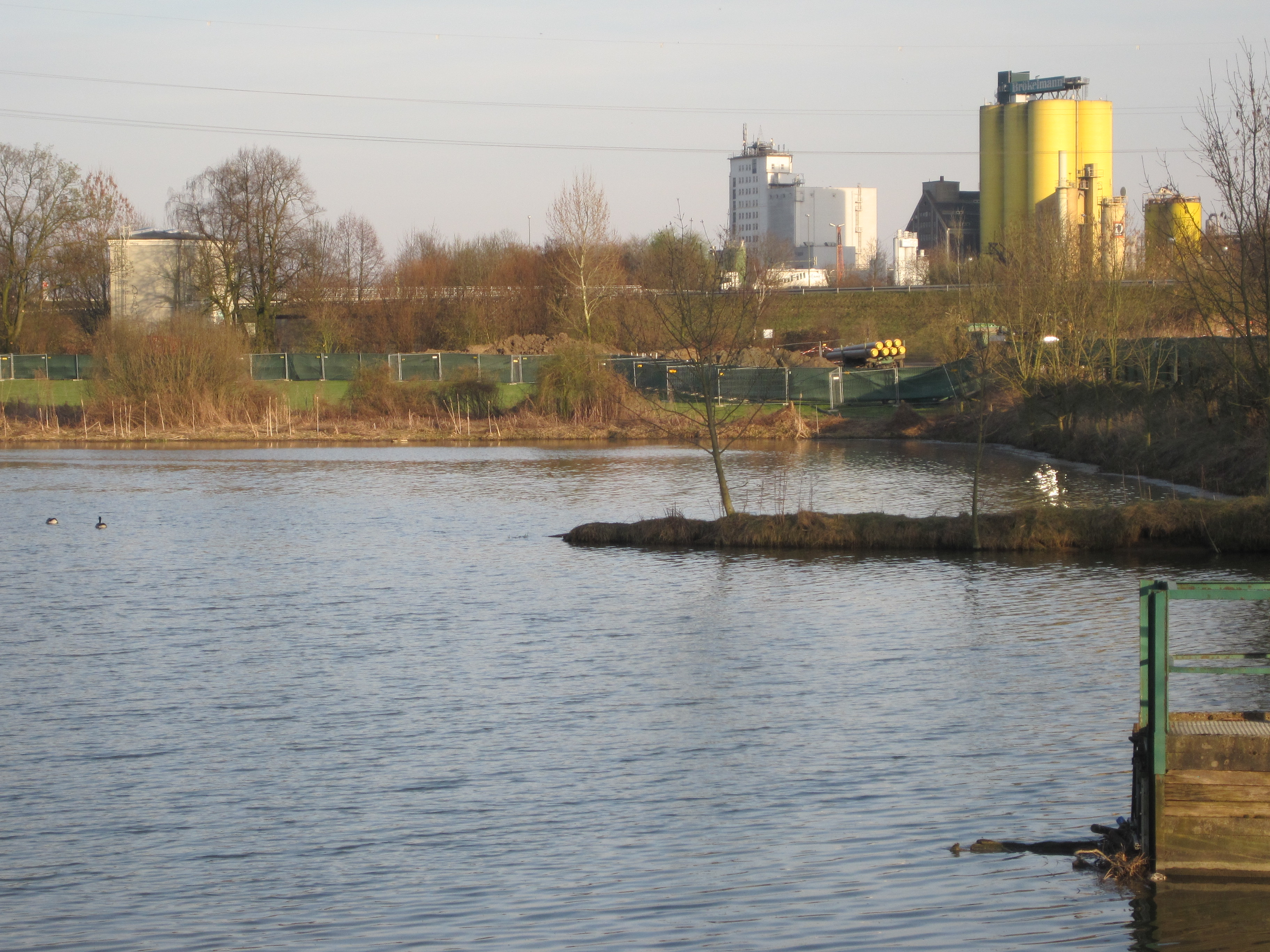
Radbodsee

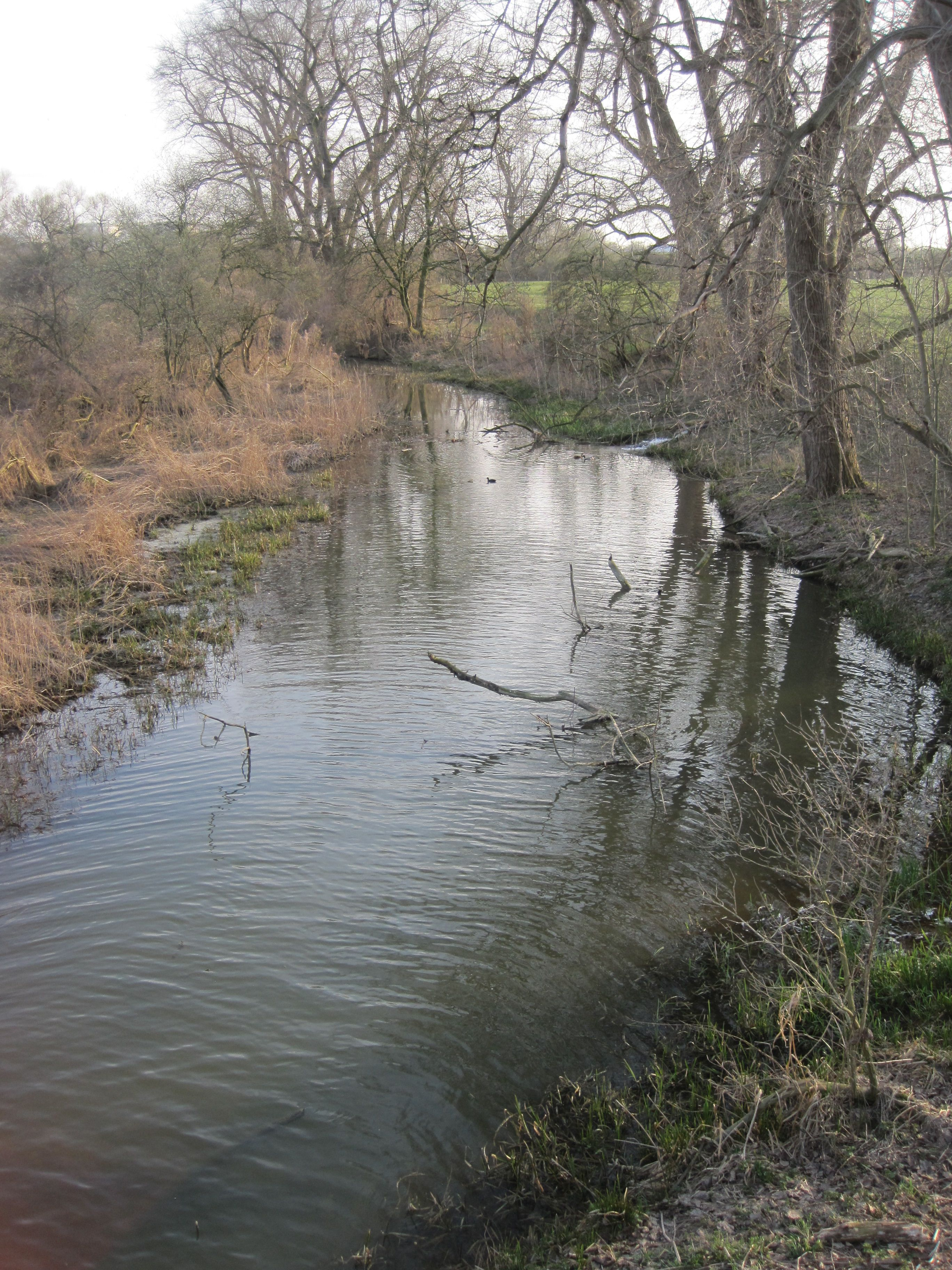
Altarm der Lippe

Die Europäische Wasserrahmenrichtlinie hat zu Überlegungen geführt, die Geinegge zu renaturieren. Um die Wasserrahmenrichtlinie umzusetzen, hat das Land Nordrhein-Westfalen zu diesem Zweck neben einem behördenverbindlichen Bewirtschaftungsplan unter anderem beschlossen, die Geinegge wieder direkt an die Lippe anzuschließen. Die Richtlinie sieht vor, für alle Gewässer einen guten ökologischen und chemischen Zustand zu erreichen und zu erhalten. Das Pumpwerk am Ende der Geinegge bildet jedoch ein Hindernis für Wanderfischarten, Wasserpflanzen und Kleinlebewesen in der Geinegge. Darüber hinaus verursacht es Betriebskosten. Eine von einem externen Ingenieurbüro erarbeitete Machbarkeitsstudie soll nach Möglichkeiten zur freien Anbindung der Geinegge an die Lippe suchen. Geinegge und Radbodsee sollen sich danach nicht mehr gegenseitig beeinflussen. Dabei stellt sich etwa die Frage, ob durch die Abkopplung der Geinegge die Nährstoffzufuhr in den Radbodsee vermindert wird. Die Studie sollte im Jahr 2010 35.000 Euro kosten, wobei 90 % dieser Kosten vom Land getragen werden. Seitens der Bezirksvertretung Bockum-Hövel wurde die Befürchtung geäußert, die Verlagerung des Radbodsees in ein natürliches Bett würde dazu führen, dass das gesamte Gebiet um den Radbodsee „absäuft“. Das Hammer Umweltamt sieht eine solche Gefahr nicht. Die Geinegge solle auf der östlichen, nicht auf der westlichen Seite der Römerstraße in die Lippe fließen. Hier gebe es noch das natürliche Gefälle, so dass der Höhenunterschied zwischen der Lippe und dem tiefergelegenen Radbodsee keine Rolle spiele. Vor diesem Hintergrund stimmte auch die Bezirksvertretung einer Machbarkeitsstudie zu.
Eine Angleichung der Wasserstände von Lippe und Radbodsee würde das Naturschutzgebiet gefährden, in dem auf Anregung der unteren Landschaftsbehörde der Wasserspiegel des Radbodsees im Sommer künstlich abgesenkt wird, damit die dortigen Vögel die Sandbänke nutzen können. Der Wasserstand der Lippe liegt deshalb fast während des gesamten Jahres höher als der des Radbodsees.

## Naturschutzgebiet Alte Lippe und Radbodsee
Die westliche Lippeaue mit den Naturschutzgebieten Brauck, Eckernkamp und Tiebaum, Alte Lippe und Ehemaliger Radbausee, die östliche Lippeaue mit den Gebieten Schlagmersch, Mühlenlaar, Oberwerrieser Mersch, Haarener Lippeaue, Munnebach und Schmehauser Mersch sowie die Waldgebiete Frielicker Holz und Geithewald sind Abschnitte der Lippe, die sie zu einem der landesweit bedeutendsten Fließgewässer machen. Sie hat dort Unterwasservegetation mit entscheidender Bedeutung für wandernde Fischarten und bietet zahlreichen auentypischen Tier- und Pflanzenarten eine Heimat.
Das Naturschutzgebiet Alte Lippe und Radbodsee erstreckt sich von der Radbodstraße bis zur Straße Am Lausbach zwischen Lippehof und Nienbrügger Weg. Der schutzwürdige Lippealtarm und der Radbodsee haben eine reich strukturierte Ufervegetation und sind Rast- und Brutstätte zahlreicher Vogelarten. Die naheliegenden Waldgebiete Frielicker Holz und Geithewald sind naturnahe, artenreiche Eichen-Hainbuchenwälder. Sie bietet zahlreichen gefährdeten Vogelarten Lebensraum, darunter Schwarzspecht und Wespenbussard.
Derartige Naturschutzgebiete werden über Landschaftspläne des jeweiligen Bundeslandes, hier Nordrhein-Westfalen, ausgewiesen. Dort werden sämtliche Maßnahmen und Vorgaben zusammengefasst. Sie bezwecken Bestandsschutz und Erhaltung des Ist-Zustandes. In Hamm gibt es drei rechtskräftige Landschaftspläne. Als das Land die fraglichen Naturschutzgebiete zum Projekt „Natura 2000“ gemeldet hat, mit dem sich die Mitgliedstaaten der Europäischen Union verpflichtet haben, ein Netz europäischer Schutzgebiete zu knüpfen, waren die Landschaftspläne Hamm-West und Hamm-Ost betroffen. Sie mussten entsprechend angepasst werden, wobei insgesamt sechs Änderungsverfahren nötig waren, um die Naturschutzgebiete festzusetzen. Dies war dadurch bedingt, dass eine Einzelfallbetrachtung jedes der über das ganze Stadtgebiet verteilten Schutzgebiete durchgeführt werden musste.
Durch die Änderung der Landschaftspläne wurden insgesamt 978 Hektar als Naturschutzgebiet ausgewiesen, was einer Steigerung um 262 Hektar (27 %) entspricht. Damit wurden die Naturschutzgebiete, auch das Naturschutzgebiet Alte Lippe und Radbodsee, Teil des europäischen Netzwerks „Natura 2000“.
Aus den Landschaftsplänen ergeben sich Ver- und Gebote. Das Betreten und Befahren, Zelten, Grillen und Lagern im Bereich des Sees ist verboten. Das Fangrecht für die Fische liegt bei der Anglergemeinschaft Radbodsee e.V.
Wegen des Naturschutzgebietscharakters ist ein Rückbau der künstlichen Anlage nicht geplant. Sofern wie geplant die Geinegge wieder an die Lippe angeschlossen wird, müsste aber zumindest eine Unterteilung des Sees vorgenommen werden, und zwar in einen stärker durchflossenen Bereich und in eine Stillwasserzone.

## Freizeitpark Radbodsee
Am Nordufer des Sees findet sich mit dem Freizeitpark Radbodsee auf 7.800 m2 ein Indoor-Freizeitpark mit Sport-, Spiel- und Gastronomieangebot.